# فریال تالپور
فریال تالپور (اردو: فریال تالپور؛ متولد ۲۶ آوریل ۱۹۵۸) یک سیاستمدار پاکستانی است که از سال ۲۰۰۸ تا مه ۲۰۱۸ عضو مجمع ملی پاکستان بود.

## اوایل زندگی
تالپور در ۲۸ آوریل ۱۹۵۸ در نوابشاه متولد شد. وی‌تبار بلوچی دارد. او خواهر آصف علی زرداری، رئیس‌جمهور پیشین پاکستان و خواهرشوهر نخست‌وزیر سابق پاکستان، بی نظیر بوتو می‌باشد.

## زندگی سیاسی
تالپور فعالیت سیاسی خود را در دهه ۱۹۹۰ آغاز کرد. وی برای اولین بار در انتخابات عمومی پاکستان در سال ۱۹۹۷ برای انتخاب کرسی مجمع ملی پاکستان از حزب مردم پاکستان (PPP) از حوزه انتخابیه نوابشاه (NA-160) در انتخابات عمومی پاکستان کاندید شد، اما شکست خورد. از سوی مسلم لیگ (ن) در سال ۲۰۰۱، وی در انتخابات دولت محلی شهردار ناحیه نوابشهاه شد. در انتخابات دولت ۲۰۰۵، وی مجدداً به عنوان شهردار نوابشاه انتخاب شد.
پس از ترور بی نظیر بوتو در سال ۲۰۰۷، وی سرپرست قانونی فرزندان بوتو و متولی دارایی بوتو در لارکانا شد. در سال ۲۰۰۷، تالپور به عنوان کاندیدای حزب مردم برای سمت ریاست جمهوری پاکستان در نظر گرفته شد.
وی در انتخابات میان دوره ای پارلمان پیروز شد و برای اولین بار عضو شورای ملی شد. او رئیس جناح زنان حزب مردم بود اما او تقریباً کلیه امور حزب را مدیریت می‌کرد. تالپور به عنوان یک زن سرسخت توصیف می‌شود.
مطابق گزارش ویکی‌لیکس در سال ۲۰۰۹، از ترس تلاش برای قتل رئیس‌جمهور وقت پاکستان، آصف علی زرداری، به سفیر آن زمان آمریکا در پاکستان گفته شد که در صورت ترور وی، به پسرش بیلاوال بوتو زرداری دستور داده‌است تالپور را به عنوان رئیس‌جمهور پاکستان منصوب کند. همچنین رئیس کل ارتش وقت پاکستان ژنرال اشفق پرویز کیانی گفته بود تالپور رئیس‌جمهور بهتری از آصف علی زرداری خواهد کرد. وی در سال ۲۰۱۳ در انتخابات عمومی پاکستان برای دومین بار به عنوان عضو شورای ملی انتخاب شد و از حوزه انتخابیه لارکانا NA-207 انتخاب شد.
وی در انتخابات عمومی پاکستان در سال ۲۰۱۸ به عنوان کاندیدای حزب مردم از حوزه انتخابیه لاکارنه به عنوان نماینده مجلس انتخاب شد.

## پول‌شویی
تحقیقات سال ۲۰۱۵ توسط آژانس تحقیقات فدرال پاکستان مربوط به پولشویی از طریق حساب‌های جعلی منجر به دستگیری تالپور توسط مقامات NAB در اسلام‌آباد در ۱۴ ژوئن ۲۰۱۹ شد. او در ۱۷ دسامبر ۲۰۱۹ به قید وثیقه آزاد شد.